# Življenje je sen
Življenje so sanje je gledališko delo Pedra Calderóna de la Barce, izdano leta 1635, ki spada v baročno literarno gibanje. Osrednja tema je svoboda človeka, da si lahko uredi življenje, ne da bi ga odnesla domnevna usoda.
Zamisel o življenju kot sanjah je zelo stara, sklici nanje obstajajo v hindujski misli, perzijski mistiki, budistični morali, judovsko - krščanski tradiciji in grški filozofiji . Zato je celo veljala za literarno temo.
Po Platonovem delu človek živi v svetu sanj, teme, ujet v jami, iz katere se lahko osvobodi le, če dela dobro; šele takrat se bo človek opustil snovi in prišel na dan.